# Laserpitium
Laserpitium L. es un género perteneciente a la familia Apiaceae. Comprende 161 especies descritas y de estas, solo 1 aceptadas.

## Taxonomía
El género fue descrito por Carlos Linneo y publicado en Species Plantarum 1: 248. 1753. La especie tipo es: Laserpitium gallicum L.

## Especies
- Laserpitium gallicum L.
- Laserpitium gaudinii Moretti
- Laserpitium halleri Crantz
- Laserpitium latifolium L.
- Laserpitium nestleri Soy.-Will.
- Laserpitium prutenicum L.
- Laserpitium siler L.